# Орбита 9
«Орбита 9» (исп. Órbita 9) — научно-фантастическая романтическая драма 2017 года режиссёра Хатема Храиче. Полнометражный режиссёрский дебют. В главных ролях Клара Лаго и Алекс Гонсалес. Премьера в Испании состоялась 7 апреля 2017 года, в России — 15 июня.

## Сюжет
Элена с рождения летит на космическом корабле от Земли к далёкой планете-колонии. Она — единственный пассажир корабля, но однажды на него для ремонтных работ прибывает механик Алекс. Элена влюбляется в него, а Алекс, также проникшийся чувствами к девушке, раскрывает ей правду: никакого полёта нет, а Элена — одна из нескольких подопытных, участвующих в эксперименте, проводимом для программы колонизации космоса. «Космический корабль» в действительности — подземный бункер.  Алекс решает освободить девушку: обманув систему безопасности, он выводит Элену на поверхность и бежит вместе с ней. После этого Алекс прячет Элену у себя дома и с компьютера имитирует нахождение Элены в бункере.
Однажды в отсутствие Алекса Элена находит у него дома информацию о том, что она на самом деле является клоном, после чего она самостоятельно отправляется к своим мнимым родителям, которые оказались учёными, участвующими в эксперименте. После неудачного разговора она сбегает, а «отец» доносит организаторам эксперимента о побеге. После чего за беглецами начинается охота, возглавляемая организаторами эксперимента, пытающимися не допустить утечки информации.
Скоро становится ясно, что скрываться долго не получится. Элену удаётся поймать. Алекс принимает решение пойти на компромисс. Он соглашается вместе с Эленой остаться на всю жизнь в симуляторе при условии, что их ребёнок впоследствии сможет выйти на поверхность и жить нормальной жизнью.

## В ролях
| Актёр               | Роль       | Дубляж              |
| ------------------- | ---------- | ------------------- |
| Клара Лаго          | Элена      | Татьяна Абрамова    |
| Алекс Гонсалес      | Алекс      | Даниил Эльдаров     |
| Андрес Парра        | Уго        | Александр Коврижных |
| Белен Руэда         | Сильвия    | Ольга Зубкова       |
| Кристина Лилли      | Катрин     |                     |
| Джон Алекс Кастильо | доктор Сяо |                     |
| Фернандо Кампо      | отец Элены | Алексей Войтюк      |
| Сара Дерай          | мать Элены | Нина Тобилевич      |

## Отзывы
Фильм получил невысокие оценки кинокритиков, отметивших изначальную антигуманность самой идеи фильма, явные нелогичности в сюжете, натяжки в психологии и мотивации героев и многочисленные недостатки постановки.

## Награды и номинации
| Год  | Награда                                           | Категория                | Номинанты    | Результат |
| ---- | ------------------------------------------------- | ------------------------ | ------------ | --------- |
| 2017 | Брюссельский кинофестиваль фантастических фильмов | Лучший европейский фильм | Хатем Храиче | Номинация |
| 2017 | Международный кинофестиваль в Санта-Барбаре       | Новый взгляд             | Хатем Храиче | Номинация |